# Balsamocitrus dawei
Balsamocitrus dawei là một loài thực vật có hoa trong họ Cửu lý hương. Loài này được Stapf mô tả khoa học đầu tiên năm 1906.